# Растянутая жидкость

Изотермы реального газа (схематично)
Участок F′A — растянутая жидкость (p<0).

Растя́нутая жи́дкость — жидкость, находящаяся под отрицательным давлением. Это неустойчивое, метастабильное состояние жидкости, возможное благодаря вандерваальсовым силам притяжения между молекулами жидкости — как между собой, так и между ними и стенками сосуда.

## Примеры
- Это явление можно наблюдать при опыте Торричелли. При поднятии заполненной ртутью запаянной с одного конца трубки торричеллиева пустота возникает не сразу, и при аккуратном поднимании трубки удаётся добиться, чтобы вершина полностью заполненной ртутью трубки оказалась выше, чем текущее атмосферное давление. Ртуть также находится в растянутом состоянии в медицинском термометре (после прекращения контакта с телом), а также в максимальном термометре, когда температура начинает понижаться после максимума. Именно поэтому медицинские и максимальные термометры приходится встряхивать перед повторным измерением.
- В растянутом состоянии может находиться и вода, однако это возможно только в том случае, если она тщательно очищена и дегазирована. В опытах с такой водой были получены кратковременные напряжения растяжения 23-28 МПа[1]. Технически чистые жидкости, содержащие взвешенные твёрдые частицы и мельчайшие пузырьки газа, не выдерживают даже незначительных напряжений растяжения, однако именно в таком состоянии находится жидкость в деревьях выше 10 метров[2]